# Nathalie Etzensperger
Nathalie Etzensperger-Nanzer, née Nanzer le 6 août 1968 à Gamsen (commune de Brig dans le canton du Valais), est une sportive de ski-alpinisme et de course de fond suisse. Elle a commencé sa carrière sportive d'élite à l'âge de 24 ans.
Sa fille Lindy Etzensperger est une skieuse alpine.

## Palmarès

### Ski alpin
- Championnats du monde 2006 dans la Province de Coni ( Italie) :
  - 2e en relais avec Gabrielle Magnenat, Catherine Mabillard et Séverine Pont-Combe
  - 7e au vertical race
- Championnat d’Europe 2007 à Avoriaz-Morzine ( France) :
  - 3e par équipe avec Catherine Mabillard
  - 3e en relais avec Gabrielle Magnenat et Catherine Mabillard
  - 3e en combiné
  - 5e en individuel
  - 5e au vertical race
- Championnat du monde 2008 aux Portes du Soleil ( Suisse) :
  - 1re en relais avec Gabrielle Magnenat, Marie Troillet et Séverine Pont-Combe
  - 2e par équipe avec Séverine Pont-Combe
  - 3e au vertical race
  - 3e en longue distance
  - 3e en combiné
  - 4e en individuel
- Championnat d'Europe 2009 à Alpago ( Italie) :
  - 2e par équipe avec Gabrielle Magnenat
  - 2e en relais avec Gabrielle Magnenat et Séverine Pont-Combe
  - 3e en combiné
  - 4e en individuel
  - 5e au vertical race
- 1re du Trophée des Gastlosen 2009, avec Séverine Pont-Combe[1]
- Championnat du monde 2010 à Grandvalira ( Andorre) :
  - 2e en relais avec Marie Troillet et Gabrielle Magnenat[2]
  - 2e par équipe avec Marie Troillet[3]
  - 3e en combiné[4]
  - 4e en individuel[5]
  - 7e au vertical race[6]
- Championnats du monde 2011 à Claut ( Italie) :
  - 1re par équipe avec Marie Troillet
  - 1re au classement individuel
  - 1re en relais avec Gabrielle Gachet et Mireille Richard
  - 2e en sprint
  - 3e en individuel
  - 4e au vertical race
- 2012 :
  - 2e à la Patrouille de la Maya, avec Marie Troillet et Gabrielle Gachet[7]

#### Patrouille des Glaciers
- 2004 : 5e avec Lucie Näfen et Brigitte Wolf
- 2008 : 1re et record de la course, avec Gabrielle Magnenat et Séverine Pont-Combe
- 2010 : 1re et record de la course, avec Émilie Gex-Fabry et Marie Troillet[8]

#### Pierra Menta
- 2008 : 1re avec Laëtitia Roux

#### Trofeo Mezzalama
- 2011 : 2e avec Laëtitia Roux et Mireia Miró Varela[9]

### Autres courses
- 2001 :
  - 1re à la course de Jeizibärg-Lauf, Gampel[10]
- 2004 :
  - 1re au marathon de Zermatt
  - 1re à la course de Jeizibärg-Lauf, Gampel[11]
  - 3e (catégorie F30) à la course du Cervin[12]
- 2005 :
  - 1re et record de l'épreuve dans sa catégorie, au semi-marathon d'Aletsch
  - 1re à la course de Jeizibärg-Lauf, Gampel[13]
  - 1re au Trophée Jeizibärg-Lauf & Dérupe (combiné course de fond et verticale)[14]
- 2006 :
  - 1re au semi-marathon d'Aletsch
  - 2e à la course de Jeizibärg-Lauf, Gampel[15]
En 2006 Nathalie Etzensperger participe au Championnat d'Europe de course en montagne.
- 2007 :
  - 2e à la course de Jeizibärg-Lauf, Gampel[16]
- 2008 :
  - 1re à la course de Jeizibärg-Lauf / Valais Course de Montagne de Championnat, Gampel[17]
  - 1re à la course à la Dérupe Vercorin[18]
  - 2e (catégorie F40) à la course du Cervin[19]
- 2009 :
  - 1re (catégorie F40) à la course du Cervin[20]
- 2010 :
  - 3e (catégorie F40) à la course du Cervin[21]